# Louis C. Kennell
Louis Charles „Buck“ Kennell (* 19. Juni 1903 in Glendale, New York City; † 11. Februar 1985 in Oxnard, Ventura County (CA)) war ein amerikanischer Techniker und Oscarpreisträger.

## Leben
Louis C. Kennell begann seine Mitarbeit beim Filmstudio Paramount Pictures in den 1930er Jahren und war in verschiedene Produktionsabläufe eingebunden.
Der begeisterte Hobbyflieger „Buck“ Kennell erstand eine Pfalz D.XII, ein deutscher Doppeldecker, der im Ersten Weltkrieg zum Einsatz kam. Dabei handelte es sich um das Flugzeug, welches für die Aufnahmen der Fliegerfilme Start in die Dämmerung (The Dawn Patrol, 1930) und Höllenflieger (Hell’s Angels, 1930) verwendet wurde. Diese Maschine restaurierte er zusammen mit dem ehemaligen Colonel der USAF George Burling Jarrett (1901–1974) und nutzte sie zu gelegentlichen Flügen über Hollywood.
Kennell war mit Vina Kennell (geboren als Vina Beardsley, 1908–1984) verheiratet. Er starb am 11. Februar 1985 in Oxnard (Kalifornien) im Alter von 81 Jahren.

## Auszeichnung
Gemeinsam mit seinen Kollegen Charles E. Sutter und William Bryson Smith entwickelte er ein neues System zur Stromversorgung, das Dreharbeiten wesentlich erleichterte. Dafür wurden sie bei der Oscarverleihung 1963 mit einem Oscar für Wissenschaft und Entwicklung ausgezeichnet („For the engineering and application to motion picture production of a new system of electric power distribution.“).